# バトルネットワーク ロックマンエグゼ2
『バトルネットワーク ロックマンエグゼ2』（バトルネットワーク ロックマンエグゼツー）は、2001年12月14日にカプコンから発売されたゲームボーイアドバンス専用のデータアクションRPGである。
新システムとして、スタイルチェンジが導入された。その他にもシステムが追加されている（詳細は#新システムを参照）。これらの追加されたシステムは後のシリーズにも受け継がれ、シリーズの基本を作り上げた作品といえる。

## ストーリー
犯罪組織「ワールドスリー」（WWW）の事件から3か月。学校は夏休みに入り、熱斗たちは楽しい夏休み生活を送っていた。
しかし、その一方で世界各国ではネットワークが次々に破壊されるという事件が発生していた。
WWWは壊滅したはずである。一体誰が…。

## 登場キャラクター

### メインキャラクター
光熱斗（ひかり ねっと）
主人公。小学5年生。勉強は苦手だが、ウイルスバスティングの腕前はピカイチ。N（ネットワーク）12年6月10日生。
ロックマン
熱斗が父親から貰ったネットナビ。潜在能力は未知数。
桜井メイル（さくらい メイル）
熱斗の幼馴染。無鉄砲で危険に飛び込んでゆく熱斗をいつも心配している。ピアノが得意。
ロール
メイルのネットナビ。額のパーツで敵を連続攻撃する。
伊集院炎山（いじゅういん えんざん）
小学生ながら政府公認のオフィシャルネットバトラー。熱斗のライバル的存在。日夜ネット犯罪の解決に当たっている。
ブルース
炎山のナビでロックマンのライバル的存在。その実力の高さから、犯罪者たちにも恐れられている。中盤でロックマンと戦いデリートされるがバックアップで復活した。
光祐一朗（ひかり ゆういちろう）
熱斗の父親。ネットナビの生みの親であり、ロックマンを作ったのも彼である。
光はる香（ひかり はるか）
熱斗の母親。熱斗たちがいない間も家をしっかり守っている。料理上手。
大山デカオ（おおやま デカオ）
熱斗のクラスのガキ大将。オペレーションの腕前は熱斗にかなわない。
ガッツマン
デカオのナビ。「ガッツパンチ」はバトルチップでロックマンも使うことができ、ナビチップはプログラムアドバンスにも使用する。
綾小路やいと（あやのこうじ やいと）
大企業の社長令嬢。飛び級して熱斗たちと同じクラスに在籍中。
グライド
やいとのナビ。やいとの世話を任されている執事のようなナビ。
日暮闇太郎（ひぐれ やみたろう）
バトルチップマニア。「〜でマス」が口癖。
ナンバーマン
日暮のナビ。チップショップ「ヒグレヤ」を運営する主人を助け、バトルチップをネットで売っている。
緑川ケロ（みどりかわ ケロ）
デンサンニュースネットワーク(DNN）の人気女性アナウンサー。
トードマン
緑川ケロの持ちナビ。歌を唄うのが得意。水中に隠れる他、電気属性の音符を飛ばしてくる。
名人（めいじん）
伝説の69連勝の記録を持つスゴ腕のネットバトラー。光研究所から派遣されてきた。なお、69連勝なのはカプコン公式ファンサイト「u-capcom」によると「ロックマン」だからである。
ゲートマン
名人のナビ。胸部に付いている扉から兵隊やキャノン砲を出して攻撃。『月刊コロコロコミック』で実施された「ボスキャラデザインコンテスト」の大賞作品である。
ラウル
アメロッパの裏通りを仕切っているオフィシャルネットバトラー。表の人間を嫌っているが、ネットバトルで勝利した熱斗のことは友として認めている。
サンダーマン
ラウルのナビ。電気属性。雷雲で攻撃を遮断させられるため、戦いづらい。
ミリオネア
大富豪の女性。刺激を求めている。空港で熱斗からチップを強奪した犯人からチップを売りつけられており、そのチップを返してもらうために対立することになる。戦後チップは返し、最高の闘いをさせてもらったと熱斗を認めた。
スネークマン
ミリオネアのナビ。蛇型で、属性は木。普段は壷から体を出しているが、ロックマンが正面に立つと壷の中に隠れ攻撃が効かなくなる。
火野ケンイチ
通称ヒノケン。マグネットマン打倒後に空港でネットバトルができる。前作で敵だったことがあり、ロックマンは彼を「ヒノケン…さん」と躊躇しながら呼ぶ。
ヒートマン
ヒノケンのファイアマンに代わる新たなナビ。ジッポライターを参考に作られ、味方のパネルをマグマパネルに変えてくる。

### ネットマフィア「ゴスペル」
ゴスペル首領
マンションの一室にハードウェアを多く置き、バグで「フォルテ」を量産し量産したフォルテのナビ軍団でサイバーテロを起こそうとしている。その正体は帯広シュン（おびひろ シュン）という小学生だった。幼い頃両親を飛行機事故で失い、親戚に引き取られ遺産にも恵まれなかった孤独を味わい、ネット社会への復讐を企んでいた。
大人を装い、ネットワーク社会に復讐心を持った人間たちを集めることでネットマフィアゴスペルを結成した。その目的はゴスペルという組織の規模の拡大・環境およびネットワーク両面への直接的な攻撃・究極のナビ（フォルテ）の開発及び量産によるネットワーク社会の破壊である。目的のためには身代金の要求、ハイジャック、ダムの爆破未遂など手段を選ばない。
最後は熱斗に友達になってやると言われ心を動かされ改心した。逮捕されるものの佑一郎からカウンセリングを受けることになる。
風吹アラシ（かぜふき アラシ）
ガス会社の社員。ストレス発散のためにゴスペルに入りやいとの家を襲って金を手に入れようとする。熱斗に悪事を阻止された後はゴスペルにチャンスをくれるよう懇願するが切り捨てられ、駅に仕掛けられた爆弾の爆発に巻き込まれ生死不明となった。
『ロックマンエグゼ バトルチップGP』では生存が確認されている。
エアーマン
アラシのナビ。オペレーター以外の命令は受け付けない。「ホアー」が口癖。ガス会社の集金用ナビをカスタマイズしたもので、フィールドに通常のバスターでは破壊できない竜巻を展開し攻撃する。毒ガスをやいとの家にばらまこうとするが、ロックマンにデリートされた。
速見ダイスケ（はやみ ダイスケ）
自然を愛する頭脳明晰な青年。自然を破壊する人々に怒りを覚えゴスペルに加入し、ダム爆破を企てた。熱斗に計画を阻止された後熱斗と炎山のことを絶賛しながら炎山とオフィシャルに逮捕された。
クイックマン
ダイスケのナビ。起爆装置のプログラムであり、デリートされると自動的に爆弾が爆発する仕組み。両腕には「クイックブーメラン」が露出されており、頭部には「Vソード」が髪飾りとして装着されている。立ち止まっている間はガード状態であり、高速移動で相手を撹乱しつつブーメランを打ち込む。ロックマンにデリートされる間際、自身のプログラムによりダムにしかけた爆弾を起爆させ、ダムを決壊させる事を目論むが、起動しかけた爆弾もブルースに処理された事により不発に終わった。炎山曰く「死に損」。
カットマン
ゴスペルのアジーナ攻略部隊の副隊長である自律型ナビ。頭に付いているハサミを使って攻撃し、ハサミがロックマンを追いかけてくることもある。ニホンを襲撃するシャドーマンの時間稼ぎにロックマンをデリートしようとするが倒され「君はシャドーマン隊長に勝てない」と遺し爆散する。
ダーク・ミヤビ
単独活動している傭兵。
シャドーマン
忍者のようなミヤビのネットナビ。前作にも登場したが、本作ではロックマンとは初対面である。1体でアジーナのネットワークを制圧、ニホンのネットワークも制圧しようとするがロックマンにデリートされる。その後『ロックマンエグゼ5』にて復活する。プログラム故分身を難なく出すほか、幽霊ナビのシャドーマンは体力が半分以下になると「ムラマサブレード」で倍返しを狙ってくる。他のゴスペルのネットナビとは異なり、最終ボス戦直前のバトルには登場しない。『5』では傭兵として雇われているため、正式なゴスペルのメンバーではなかったと元ゴスペルのプライドから明かされる。
プリンセス・プライド
クリームランドの王女。濡れ衣を着せられ邪魔者扱いされている自国を守るためにゴスペルに加担し幹部にまで登りつめている。オフィシャルネットバトラー会議において城のトラップを作動させることで各国を代表するネットバトラーの排除を目論む。事件後心中を図り自身のトラップにより落下するものの救出された。
ナイトマン
プライドのナビ。巨体の持ち主で、甲冑に身を包んだ騎士道精神溢れるナビ。プライドを疑うプログラムを持っておらず例えプライドが間違っていると知りながら加担することが自身の役目だと思っている。持ち技は鉄球を振り回す「ロイヤルレッキングボール」、前方に鉄球を飛ばす「キングダムクラッシャー」など。石状態では一部を除き攻撃しても1ダメージしか受けない。ロックマンにデリートされるが『5』にて復活。
ガウス・マグネッツ
ゴスベルの幹部。大会社、マグネッツ社の社長にしてガウスコンツェルンの会長。赤と黒の二色に分けられた特徴的な服を着ている。前作に登場したエレキ伯爵の生き別れの兄。貧しい家庭に生まれ、弟が裕福な家庭に引き取られ両親を病気で失う。孤独になった上社会からも見放されたことにネットワーク社会を憎んでおり、腐った社会を潰し新しい秩序を創るためにゴスペルに加入した。ゴスペルでは究極のナビ開発プロジェクトのリーダーとなり、究極のナビの開発に必要なハイパワープログラムを奪うためプログラムが搭載された飛行機にハイジャックを企てるが、熱斗に阻止されオフィシャルに逮捕された。連行されていくガウスを熱斗たちは哀れんでいた。
マグネットマン
ガウスのナビ。磁石型ミサイル「マグミサイル」、自身の青い分身と共に放つ「NSタックル」が武器。フィールドには磁石パネルがあり、戦いづらい。ロックマンに敗れゴスペルに栄光を求めながら爆散。『5』では復活する。
フリーズマン
ゴスペルの最高司令官である水属性の自律型ナビ。体に世界崩壊につながる「青のかけら」を埋め込んでいる。ツララやフリーズタワーで攻撃する。文明破壊作戦を実行するが、ロックマンに敗れると世界破滅を願いつつゴスペルに栄光を求めながら爆散した。
上記のナビは、シャドーマン以外の全員が最終ボス直前に襲い掛かり、バトルすることになる（パラメーターはV1と同じ）。
ゴスペル
最終ボス。「フォルテ」の量産が失敗して代わりに生まれた大規模のバギー・プログラム。口を閉じている間は無敵。ロックマンにデリートされた。

### その他
ファラオマン
『ロックマンエグゼ』から引き続き登場。ウラインターネットから入れるワールドスリー(WWW、W3)エリアにおり、攻撃パターンの増加と地形の変化で前作より強くなっている。WWWエリアに足を踏み入れたことでロックマンに襲い掛かるが敗れ、自身の魂がWWWエリアを守ることを過信しながら爆散した。
ナパームマン
炎属性。ファラオマンと同じくワールドスリーエリアを守っている。ロックマンに倒され、彼の力を認めながら爆散した。『5』にも登場するが『5』ではロックマンとは初対面である。
プラネットマン
惑星を模した姿をしているナビ。カタカナで喋る。“選ばれし者”を試す試練と称しワールドスリーの次期幹部候補をスカウトするテストを行っている。小型の戦闘機や色々な属性を持つ攻撃を繰り出すが、本体は木属性。ロックマンに倒されワールドスリーの復興を望みながら爆散した。
フォルテ
オフィシャルに危険視され狙われているナビ。ゴスペルが作り上げた量産型は偽物であり、本物とはワールドスリーエリアでプラネットマンを倒した後戦うことになる。ロックマンに敗北すると彼の力を認めながらどこかへ去ってゆく。

## スタイルチェンジ
スタイルチェンジは、プレイヤーの戦い方を分析し、その戦い方に合わせてナビの姿を変えるシステムである。スタイルの名称は「（属性）（スタイル）」となる。
例：水属性でブラザースタイル→「アクアブラザー」

### スタイル
各スタイルの特徴と、そのスタイルになる条件を以下に記す。
ガッツスタイル
バスターの攻撃力が2倍、連射力が最低に。攻撃を受けてものけぞらなくなる。
発現条件：ロックバスターを使う比率が高い。
カスタムスタイル
カスタム画面で選択できるバトルチップが5枚から7枚に増加する。
発現条件：バトルチップを一度に2枚以上選択して戦う。ADDを使う比率が高い。
ブラザースタイル
フォルダに入れられるナビチップの最大枚数が5枚から8枚に増加する。
発現条件：ナビチップを多用する。
シールドスタイル
B＋←でシールドを出せる。バリアが初期装備されている。
発現条件：防御、回復系チップを多用する。敵の攻撃を避けることが多い。

### 属性
属性は戦い方とは関係なくランダムに決まる。炎属性は水属性に弱く、水属性は電気属性に弱く、電気属性は木属性に弱く、木属性は炎属性に弱い。
弱点属性の攻撃を受けると、通常の2倍のダメージを受ける。
ヒート
炎属性。チャージショットがヒートバーナーに。3マス前まで火炎放射。
アクア
水属性。チャージショットがバブルショットに。着弾点とその後ろ1マスに攻撃。チャージスピードが早い。
エレキ
電気属性。チャージショットがラビリングに。当たった相手は麻痺する。チャージスピードは遅い。
ウッド
木属性。チャージショットがコガラシに。2マス前に8ヒットする竜巻を起こす。

### 特殊なスタイル
サイトスタイル
フォルテを除く全てのV3ナビをSランクで倒し、秋原町の公園にいる女の子と会話後一定数バトルをこなすと発現する。ロックマンの潜在能力を100%引き出したスタイルで、上記4つのスタイルの特性を全て合わせ持つ（カスタム画面で選択できるバトルチップの枚数は10枚）。属性は無属性だが、ファイターソードなどのノーマル専用のチップは使えない。チャージショットはノーマルスタイルと同じだが、威力は50。サイトスタイル使用時はロックマンに負荷がかかるため、最大HPが半減してしまう。
なお、スタイルトレードやスタイルの書き換えで失ってしまうと二度と発現しない。

## 新システム

### マップ名表示
メニュー画面を開くと、現在どこにいるのかが表示されるようになった。現実世界なら現実世界の場所名、電脳世界ならば「〜エリア」「〜の電脳」と言った表示が出る。これによって、迷路ともいえる電脳世界で自分の現在地が簡単に把握できるようになった。
それでも簡易マップが出るわけではないので、道に迷うことはある。

### サブチップ
戦闘中に使うバトルチップとは異なり、電脳世界の移動中に使うチップ。現実世界で使うことはできない。各サブチップの名称と効果は以下の通り。この関係で、ロックマンのHPが戦闘後自動的に回復しなくなっている。詳しくは戦闘システムの変更点を参照。
ミニエネルギー
HPを50回復する。
フルエネルギー
HPを最大まで回復する。
シノビダッシュ
しばらくの間、弱いウイルスと出遭わなくなる。
アントラップ
あらかじめ使っておくと、ミステリーデータにウイルスが潜んでいた場合、それをウイルスバスティング無しで自動的にデリートする。
オープンロック
セキュリティのかかったミステリーデータを解析する。
エネミーサーチ
使うと、直前に遭遇したウイルスに再び出遭いやすくなる。
このサブチップによる不具合が報告されている。バグの欄を参照。

### レギュラーチップ
新システム。事前に指定しておくことで、特定のチップ1枚を戦闘開始直後に必ずカスタム画面で選べるようになった。レギュラーチップを何にするかで、戦略は変わってくる。各チップにはレギュラー容量（単位はMB）が設定されており、その容量がフォルダのレギュラー容量以下でないと、レギュラーチップに指定できない。
例えば、レギュラー容量が55MBのチップをレギュラー容量が45MBしかないフォルダのレギュラーチップに指定することはできない。
レギュラー容量の上限は強化チップ「レギュラーUP」で増やすことができる。それでも最大50MBなので、それ以上のレギュラー容量を持つチップは指定できない。強力なチップほどレギュラー容量が高い。

### PAメモ
データライブラリに追加された新項目。発動したプログラムアドバンス（PA）がここに自動的に記録される。戦闘中以外はいつでも見ることができるので、組み合わせを確認するのに重宝する。

### 特殊パネル
前作の足場はたとえ模様は違っても普通のパネルしかなかった。それに対し今作では、ノーマルパネルの模様は統一されたものの、特殊な効果を持つパネルが追加された。
パネルの効果は敵味方にかかわらず受ける。しかし、飛んで（浮いて）いる敵には無効。
マグネットパネル
このパネルの上下1マス以内に立つと、このパネルの上に引き寄せられる。ただし、このパネル同士が上下に並ぶと、効果を打ち消しあって引き寄せられなくなる。
マグマパネル
このパネル上に乗ると50ダメージを受け、ノーマルパネルに戻る。ロックマンが炎属性（ヒートスタイル）の場合は、上に乗ってもダメージを受けない。水属性の攻撃でノーマルパネルに戻る。
アイスパネル
このパネルの上に乗ると滑ってしまい、端に行くまで止まらない。この上で電気属性の攻撃を受けた場合、ダメージが2倍になる。
クサムラパネル
木属性（ウッドスタイル）のキャラクターはHPが徐々に回復する。この上で炎属性の攻撃を受けると、ダメージが2倍になる。
ホーリーパネル
この上で攻撃を受けると、ダメージが半減する。
毒沼パネル
この上に乗っている間、徐々にHPが減り続ける。インビジブル、オーラでも防げない。

### 戦闘システムの変更点
これらの変更点はすべて以降のシリーズにも受け継がれている。
チップ選択欄にチップコードが表示されるように
チップ選択欄の各バトルチップアイコンの下にチップコードが表示されるようになった。そのため表示領域の関係で、チップ選択欄に表示される最大枚数が前作の15枚から10枚に減っている。
カスタム画面でLボタンを押すことで逃走できるように
前作ではバトルチップ「エスケープ」を使わないと戦闘から離脱できなかったが、本作からカスタム画面が表示されているときにLボタンを押すことで、ロックマンが逃げるかどうか尋ねてくるようになった。なお、逃げられないこともある。その際は1ターンの間、チップ無しで戦わなければならない。バトルチップ「エスケープ」自体は本作にもあるが、以降のシリーズには登場していない。なお、バトルチップ「エスケープ」は、100%の確率で戦闘離脱することが可能。
ADDシステムの仕様変更
前作ではADDボタンを押すことで1ターンチップ無しで戦わなければならないが、次にカスタム画面を開くとチップ選択欄に5枚のチップが追加されていた。本作からはADDボタンを押す前に捨てるチップを選び、次にカスタム画面を開くと捨てた枚数分だけ選択欄にチップが追加されるようになった。また前作では選択できるチップの枚数はADDを使わなかったターンの次のターンには5枚に戻るが、本作では戻らなくなった。
この仕様は『ロックマンエグゼ3』まで使われた。『ロックマンエグゼ4』以降はソウルユニゾンシステムの関係で、ADDボタン自体が無くなった。
戦闘終了後のHP回復の廃止
前作では戦闘終了後に無条件でHPが完全回復していたが、本作から回復しなくなり、電脳世界の移動中は左上に残りHPが表示されるようになった。そのため「どれだけ喰らってもいいから敵を倒す」という捨て身の戦法が使いづらくなっている。その代わりサブチップを使うことでHPを回復することができるほか、リザルト画面でエネルギーボールが出現した場合はHPが回復する。回復量は100、150、300、MAXなど。
暗転攻撃の仕様変更
ナビチップなどの画面が暗転するチップによる攻撃は、前作では暗転解除後にダメージ判定が発生したが、本作からは暗転中にダメージ判定が行われるようになった。このため何らかの理由で「攻撃が命中したように見えて命中していなかった」という状況が把握しやすくなった。またこれに関連して、前作では「フォルテ」や「ダブルヒーロー」などエフェクトが連続攻撃に見えても固定ダメージという暗転攻撃が多数あったが、それらの多くが本作から50×複数回（不定）や70×8回などに変更されている。本作でも固定ダメージのまま継続されたチップも一部あるが、それらも後の作品で仕様が変更されたものが多い。

## 隠し要素
特定の条件を満たすとタイトル画面で「つづきから」の横に☆がつく（最大5つ）。
1. シナリオをクリア
2. 真フォルテを倒す
3. データライブラリ（全250枚）をコンプリート
4. 隠しチップ（全10枚）を全て手に入れる（☆を3つ以上で通信対戦で手に入れる）
5. プログラムアドバンスを全て発動させる、一部のプログラムアドバンスを除く。

星を5つ集めた状態で最終コマンドを入力すると「はじめから」の色が赤くなり、敵が強くなり通信ができなくなるハードモードが遊べる。タイトル画面で「つづきから」の下に「ハードなつづきから」の項目がでる。ハードモードをクリアすると「サンクチュアリ」のチップが手に入る。

## バグ
エネミーサーチを使うとセーブデータが消える
このバグはV2ナビやプロテクトといった、電脳世界のある地点に立つと必ず出現する敵を倒した後、サブチップ「エネミーサーチ」を使い、それらの敵と遭遇すると発生する。最悪セーブデータが消える恐れがある。カプコンは、このバグに対する謝罪文と対処法をゲーム関連雑誌に掲載して、上記の条件下で使わないように呼びかけた。後期出荷版やバーチャルコンソールで修正された。
また、バグではないが、バトルチップ「プリズム」を相手のエリアに投げ込んだ後、同じ場所に「フォレストボム」を投げ入れると、ほとんどのウイルスおよびナビ（最終ボス含む）を一撃で倒すことができた。これはフォレストボムの「着弾してしばらくそのままの状態でいる」特性と、プリズムの効果の「プリズムに攻撃が当たると周囲1マスにその攻撃力を反射させて攻撃でき、なおかつ敵は無敵状態にならない」特性が合わさり、敵に繰り返し当たるために起きた現象である。通信対戦では反則とされたため、公式大会で使用禁止となった。そのため、海外版では数値ダメージに修正されている。

## CMソング
前作に引き続きJanne Da Arcの曲が採用されている。また、熱斗とロックマンの声も前作のCMと同じ声優が起用され、1人で2役を演じている。そのため、アニメ『ロックマンエグゼ』の声優とは異なっている。
- 『feel the wind』
作詞・作曲：yasu 歌：Janne Da Arc

CMの内容は「バトルを変えれば、ロックマンも変わる」とスタイルチェンジシステムを印象的に紹介したものである。ヒートガッツ、ウッドシールド、エレキブラザーの姿が登場した。公式イラストにもあるアクアカスタムは未登場。